# Joel F. Habener
Joel Francis Habener (*  29. Juni 1937 in Indianapolis) ist ein US-amerikanischer Endokrinologe an der Harvard University und am Massachusetts General Hospital. Er ist vor allem für seine Entdeckung von GLP-1, GLP-2 und weiteren gastrointestinalen Hormonen bekannt.

## Leben und Wirken
Habener erwarb 1960 an der University of Redlands einen Bachelor und 1965 an der University of California, Los Angeles einen M.D. als Abschluss des Medizinstudiums. Seinen Arzt im Praktikum (Internship), gefolgt von Positionen als Assistant Resident und Fellow in seiner Facharztausbildung in Innerer Medizin (bis 1967), absolvierte er anschließend am Johns Hopkins Hospital und war dort bis 1967. Von 1967 bis 1969 war er Research Associate in Endokrinologie und Chirurg bei den National Institutes of Health. Ab 1971 war er an der Harvard Medical School, zunächst als Instructor, dann als Associate Professor und schließlich ab 1989 als Professor. Ab 1976 war er außerdem am Massachusetts General Hospital als assoziierter Endokrinologe. Er ist Professor für Innere Medizin an der Harvard University und Leiter des Labors für molekulare Endokrinologie am Massachusetts General Hospital. Von 1976 bis 2006 forschte Habener zusätzlich für das Howard Hughes Medical Institute (HHMI).
Habener forscht vor allem zu den Themen Übergewicht, Diabetes mellitus und Stoffwechsel unter besonderer Berücksichtigung der Interaktionen verschiedener Wachstumsfaktoren, Transkriptionsfaktoren und Hormone. Er hat laut Datenbank Scopus einen h-Index von 103 (Stand August 2025).

## Auszeichnungen (Auswahl)
- 1972 bis 1976 Career Development Award des United States Public Health Service.[1]
- 2005 Fellow der American Association for the Advancement of Science
- 2017 Harrington Prize for Innovation in Medicine[4][5]
- 2020 Mitglied der National Academy of Sciences[6]
- 2020 Warren Alpert Foundation Prize[7]
- 2021 Canada Gairdner International Award[8]
- 2024 Prinzessin-von-Asturien-Preis in der Kategorie „Wissenschaft und Forschung“[9]
- 2024 Tang Prize[10]
- 2024 Lasker~DeBakey Clinical Medical Research Award[11]
- 2024 BBVA Frontiers of Knowledge Award[12]
- 2025 Breakthrough Prize in Life Sciences